# NGC 149
NGC 149 este o galaxie lenticulară situată în constelația Andromeda. A fost descoperită în 4 octombrie 1883 de către Édouard Stephan.